# Elezioni europee del 2019 in Finlandia
Le elezioni europee del 2019 in Finlandia si sono tenute domenica 26 maggio per eleggere i 13 membri del Parlamento europeo spettanti alla Finlandia. Tale numero di seggi è stato aumentato a 14 nel febbraio 2020, in seguito all'uscita del Regno Unito dall'Unione europea.

## Risultati
| Liste  | Liste                                 | Gruppo    | Voti      | %     | Seggi |
| ------ | ------------------------------------- | --------- | --------- | ----- | ----- |
|        | Partito di Coalizione Nazionale       | PPE       | 380.460   | 20,79 | 3     |
|        | Lega Verde                            | Verdi/ALE | 292.892   | 16,00 | 2     |
|        | Partito Socialdemocratico Finlandese  | S&D       | 267.603   | 14,62 | 2     |
|        | Veri Finlandesi                       | ID        | 253.176   | 13,83 | 2     |
|        | Partito di Centro Finlandese          | RE        | 247.477   | 13,52 | 2     |
|        | Alleanza di Sinistra                  | GUE/NGL   | 126.063   | 6,89  | 1     |
|        | Partito Popolare Svedese di Finlandia | ALDE      | 115.962   | 6,34  | 1     |
|        | Democratici Cristiani Finlandesi      | -         | 89.204    | 4,87  | -     |
|        | Movimento Sette Stelle                | -         | 16.065    | 0,88  | -     |
|        | Partito Pirata                        | -         | 12.579    | 0,69  | -     |
|        | Riforma Blu                           | -         | 6.043     | 0,33  | -     |
|        | Altri <5.000 voti                     | -         | 22.521    | 1,23  | -     |
| Totale | Totale                                | Totale    | 1.830.045 | 100   | 13    |

- Il seggio ulteriore spettante alla Finlandia è stato attribuito alla Lega Verde.